# 鼎湖耳草
鼎湖耳草（学名：Hedyotis effusa）为茜草科耳草属下的一个种。

## 扩展阅读
- 維基物種上的相關：鼎湖耳草